# Directive sur les offres publiques d'acquisition
Le 21 avril 2004 entrait en application la directive 2004/25/CE du parlement européen et du conseil concernant les offres publiques d'acquisition.
Cette directive, proposée pour la première fois en 1989, est issue d'un long bras de fer entre le Conseil et le Parlement européen.